# Fionn Regan
Fionn Regan (Bray, 1981) è un cantautore e musicista irlandese.

## Discografia

### Album
- The End of History (2006)
- The Shadow of an Empire (2010)
- 100 Acres of Sycamore (2011)
- The Bunkhouse Vol. 1: Anchor Black Tattoo (2012)
- The Meetings of the Waters (2019)
- O AVALANCHE (2024)

### EP
- Slow Wall (2000)
- Reservoir (2003)
- Hotel Room (2004)
- Campaign Button (2005)
- Home Recording Sampler (2006)